# Edelaraudtee
Edelaraudtee (in italiano Ferrovie sudoccidentali) è una società di ferrovie estone. Fu fondata nel 1997, possiede le linee da Tallinn a Pärnu e Viljandi.
Edelaraudtee opera anche come servizio passeggeri da Tallinn a Narva, Orava e Valga.
La British railway company GB Railways ha acquistato la società nel 2000, oggi fa parte di FirstGroup.
Edelaraudtee ha attualmente chiuso il traffico di treni passeggeri tra Tartu e Valga.